# Cabildo de ballesteros (Molina de Aragón)
El Cabildo de Ballesteros de Molina de Aragón fue una institución militar creada en la Edad Media para contribuir a la defensa del señorío de Molina, ubicado en la actual provincia de Guadalajara.
El patrón del Cabildo era San Sebastián, cuya festividad se celebra el día 20 de enero.

## Historia

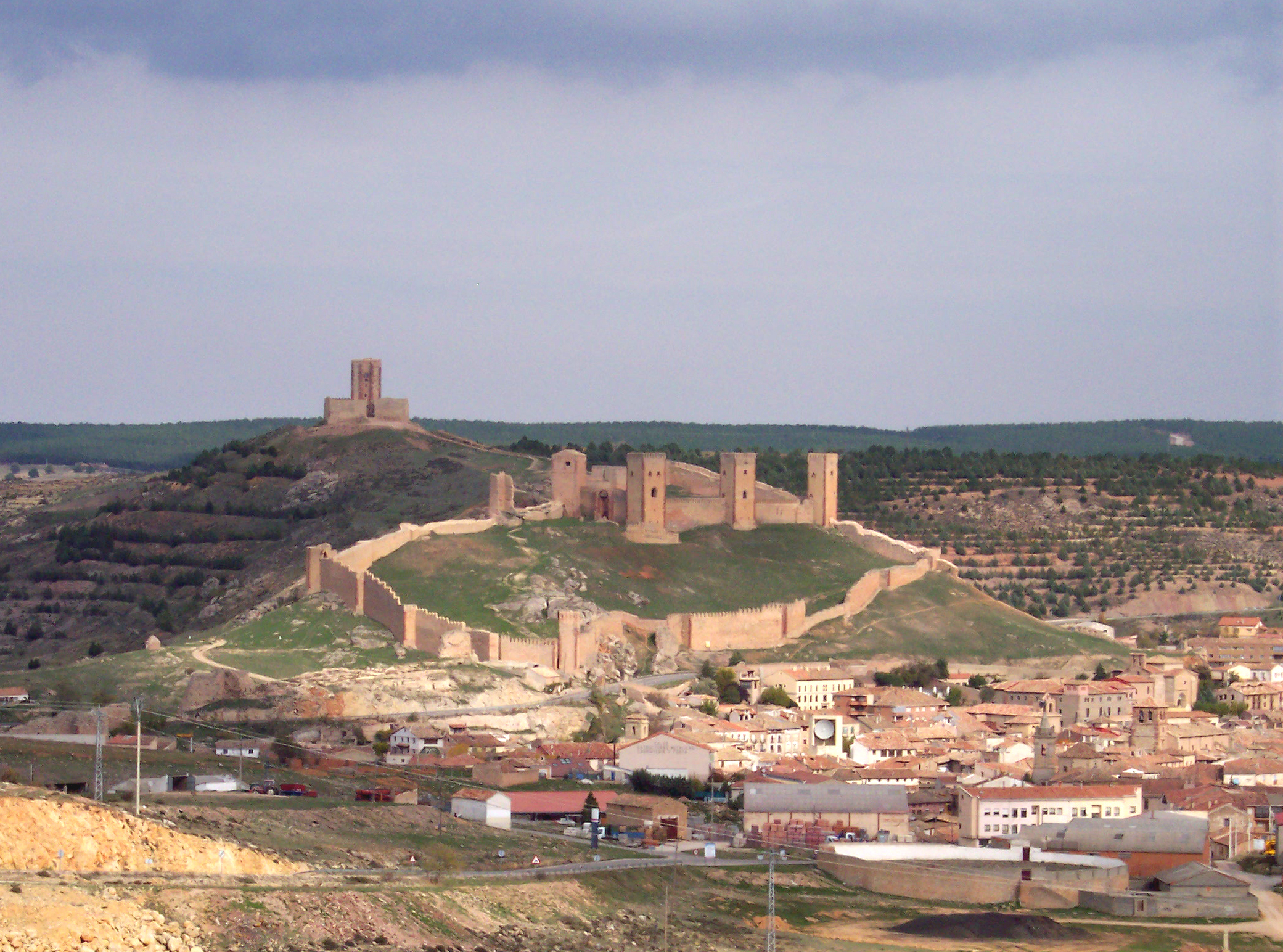
Vista general del castillo y la ciudad de Molina de Aragón.

Algunas fuentes señalan que el Cabildo de ballesteros fue fundado en 1259, pero otros autores afirman que fue fundado en abril de 1284 por Blanca Alfonso de Molina, que fue la quinta señora de Molina y Mesa entre 1272 y 1293, y era hija del infante Alfonso de Molina y nieta de Alfonso IX de León. Y diversos autores señalan que, al igual que ocurrió con el Cabildo de caballeros de Molina de Aragón, sus orígenes se relacionan con los numerosos conflictos bélicos, sobre todo fronterizos y con el reino de Aragón, que afectaban al señorío de Molina.
Al principio, el Cabildo estuvo compuesto por 25 ballesteros de origen pechero, cuyos nombres figuran en la carta fundacional del Cabildo, que, a cambio de mantener dos ballestas siempre preparadas, estaban exentos de pagar pechos, pedidos y monedas, y además eran beneficiados con sal y barreño. Pero Blanca Alfonso de Molina únicamente estableció los privilegios que disfrutarían los componentes del Cabildo, pero no le otorgó a éste constituciones, lo que provocó que, a principios del siglo XIV, el número de ballesteros que lo componían hubiera quedado muy reducido, por haber fallecido muchos de sus miembros, y no haber establecido su sustitución por otros nuevos.
Y, por todo ello, la reina María de Molina, que heredó el señorío de Molina tras la muerte, en 1293, de su hermanastra, Blanca Alfonso de Molina, concedió un privilegio al Cabildo en 1302, a petición de sus miembros, en el que se establecía que cuando falleciera uno de los ballesteros debería ser reemplazado por otro individuo elegido por ellos y, al mismo tiempo, la reina amplió el número de los componentes del Cabildo a 50, en lugar de 25, y confirmó los privilegios de exención, y los de que los ballesteros serían beneficiados con sal y barreño, que su hermanastra les había concedido.
El objetivo del Cabildo era defender los castillos y fortalezas del señorío, entre los que destacaban los castillos de Molina de Aragón, Zafra y Mesa, y la propia ciudad amurallada de Molina de Aragón. Y a veces, cuando había guerras, el Cabildo era reforzado con la presencia de nuevos miembros y llegaba a alcanzar la cifra de cien ballesteros, como ocurrió en mayo de 1373, cuando el señorío de Molina pertenecía al reino de Aragón, y en 1374, cuando la ciudad zaragozana de Daroca se vio obligada a enviar ocho ballesteros para defender el castillo de Zafra de los ataques del rey Enrique II de Castilla. Y para celebrar sus juntas y tratar los asuntos relativos a sus reglas y estatutos, los Cabildos de caballeros y ballesteros molineses se reunían en la iglesia de Santa María de la Antigua de dicha ciudad.

Los privilegios que poseía el Cabildo fueron confirmados por los reyes Juan I, en 1389, Enrique III, en 1393, y Juan II, en 1407, y entre ellos figuraba la multa de 600 maravedís que deberían pagar todos aquellos que, de alguna manera, molestasen al Cabildo. Y los ballesteros se ampararon en dichos privilegios, como señalan algunos autores, para negarse a satisfacer, en 1479, el pedido de ciertos maravedís que Rodrigo Orejón, corregidor de Molina de Aragón, intentó exigirles ese año.

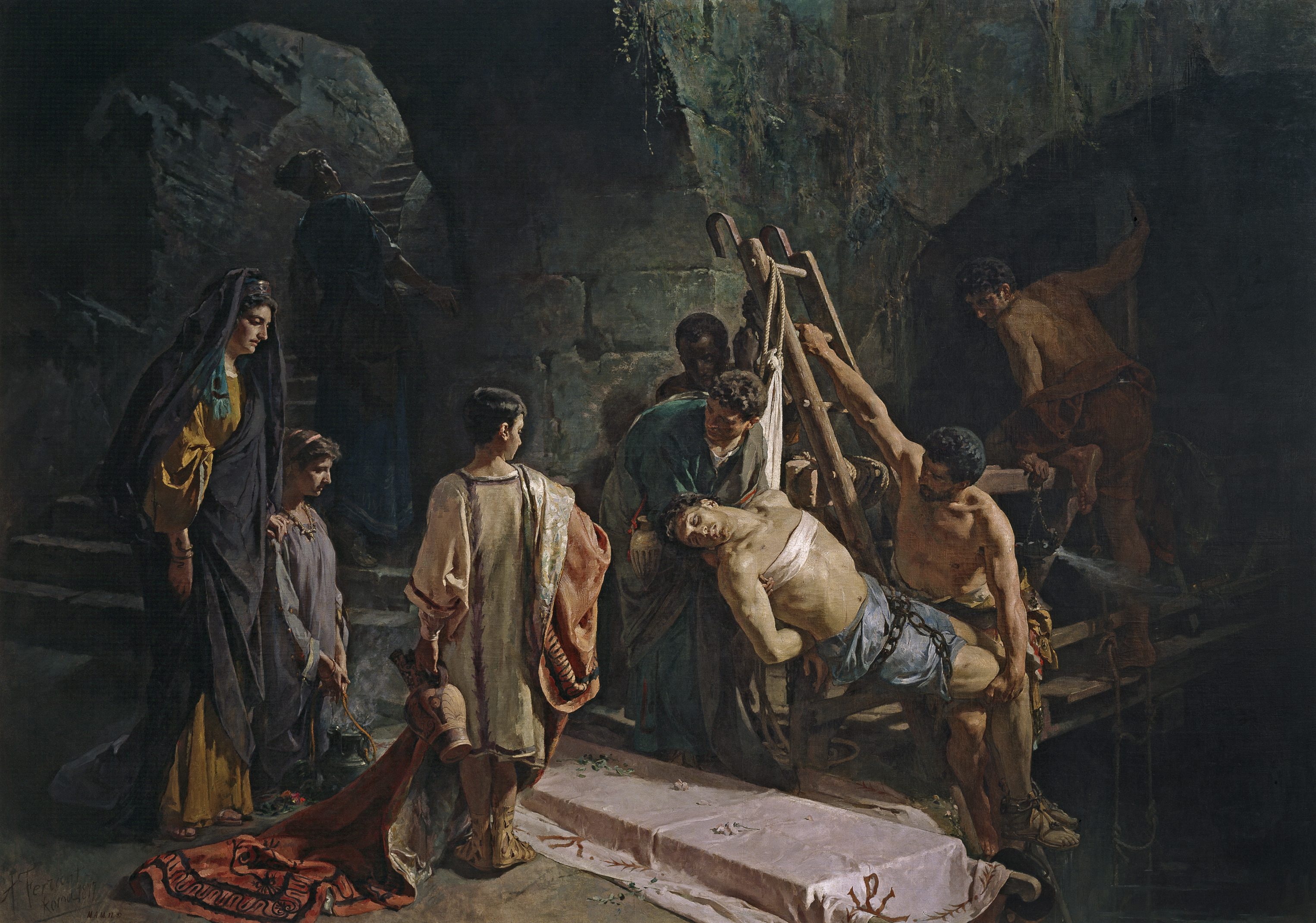
El entierro de San Sebastián. Alejandro Ferrant y Fischermans. 1877. (Museo del Prado).

En un documento del Cabildo de 1478 , consta que la principal actividad económica en Molina de Aragón era la agricultura de panes, y que en el Cabildo de ballesteros estaban incluidos todos los agricultores de la ciudad, lo que significaría que en esta solamente había 50 agricultores, pero algunos autores señalan que, probablemente, el autor o los autores del documento intentaron señalar que los 50 ballesteros del Cabildo eran agricultores. Y en el mismo documento de 1478, los ballesteros denunciaron que la desidia de los regidores de la ciudad, que eran grandes propietarios de rebaños, había permitido que el ganado, y fundamentalmente las ovejas, pastaran en las tierras cultivadas, ocasionando daños y perjuicios, y también que dichos regidores habían consentido que la mayor parte de las dehesas boyales del señorío se transformaran en pastos para el ganado ovino.
Tras una epidemia de peste que asoló el señorío de Molina de Aragón en 1501, y que rebrotó en 1509 y 1519, el Cabildo comenzó a construir a sus expensas la Ermita de San Sebastián, que fue dedicada a su patrón y se acabó de edificar en 1523. Y el Cabildo designó entonces a San Sebastián como su patrón definitivamente.
En la década de 1520 el Cabildo de ballesteros adoptó algunos elementos propios de las cofradías asistenciales, al igual que el Cabildo de caballeros de Molina de Aragón, o religiosas, y durante la Edad Moderna, al prioste del Cabildo le correspondió el privilegio de entregar las varas de justicia. En 1537 el Cabildo de ballesteros y el Cabildo de clérigos de Molina de Aragón acordaron que este último se encargaría de celebrar los oficios religiosos en honor de San Sebastián, patrón de los ballesteros.
En 1768, durante el reinado de Carlos III, los Cabildos de caballeros y ballesteros de Molina de Aragón fueron suprimidos, aunque el de caballeros sobrevive en la actualidad bajo el nombre de Cofradía y Orden Militar del Monte Carmelo, cuya patrona es la Virgen del Carmen.